# Koválovec
Koválovec es un municipio del distrito de Skalica en la región de Trnava, Eslovaquia, con una población estimada a final del año 2024 de 141 habitantes.
Se encuentra ubicado al norte de la región, en los pequeños Cárpatos y cerca del río Morava (cuenca hidrográfica del Danubio) y de la frontera con la República Checa.

## Demografía
| Año        | 1994 | 2004    | 2014    | 2024    |
| ---------- | ---- | ------- | ------- | ------- |
| Población  | 139  | 136     | 136     | 141     |
| Diferencia |      | −2,15 % | −1,42 % | +3,67 % |

| Año        | 2023 | 2024    |
| ---------- | ---- | ------- |
| Población  | 143  | 141     |
| Diferencia |      | −1,39 % |